# 緬甸首都
现今缅甸首都（联邦共和国）位于奈比多。奈比多是以迁都为目的建造的計劃城市，与缅甸其他城市不同，不属于任何省和邦，而是独立由缅甸总统直接管辖的内比都联邦区。奈比多作为缅甸联邦共和国的中央政府所在地，总统府、联邦议会、最高法院、内阁总理官邸、联邦政府部门和国防军总部均设立于此。

## 列表
以下是缅甸历史中从9世纪至今，重要邦国的政治首都列表，按照朝代和时间順序排列，国家首都以粗體显示。
| 國家       | 首都                           | 時期                         | 持續時間   | 註解              |
| ---------- | ------------------------------ | ---------------------------- | ---------- | ----------------- |
| 蒲甘王國   | 蒲甘                           | 849年12月23日—1297年12月17日 | 447年359天 | [ note 1 ]        |
| 敏象王國   | 敏象、米加耶和賓里             | 1297年12月17日—1310年4月13日 | 12年117天  | [ note 2 ]        |
| 敏象王國   | 賓里                           | 1310年4月13日—1313年2月7日   | 2年300天   |                   |
| 彬牙王朝   | 彬牙                           | 1313年2月7日—1365年2月26日   | 52年19天   | [ note 3 ]        |
| 實皆王國   | 實皆                           | 1315年5月15日—1365年2月26日  | 49年287天  | [ note 4 ]        |
| 阿瓦王朝   | 阿瓦                           | 1365年2月26日—1555年1月22日  | 189年330天 | [ note 5 ]        |
| 卑謬王國   | 卑謬                           | 約1482年11月—1542年5月19日   | 59年6个月  | [ 1 ]             |
| 勃固王朝   | 莫塔馬                         | 1287年4月4日—約1364年2月     | 77年       | [ note 6 ]        |
| 勃固王朝   | 洞溫                           | 1364年3月29日—1369年         | 5年        | [ note 7 ] [ 2 ]  |
| 勃固王朝   | 勃固                           | 1369年—約1538年11月          | 169年      | [ note 8 ]        |
| 勃固王朝   | 勃固                           | 1550年6月底—1552年3月12日    | 1年8个月   | [ note 9 ]        |
| 谬乌王国   | 隆耶                           | 1429年4月18日—1430年11月16日 | 1年212天   | [ note 10 ]       |
| 谬乌王国   | 謬烏                           | 1430年11月16日—1785年1月2日  | 354年47天  | [ note 11 ] [ 3 ] |
| 東吁王朝   | 東吁                           | 1510年10月16日—1539年        | 29年       | [ note 12 ]       |
| 東吁王朝   | 勃固                           | 1539年—1550年4月30日         | 11年       | [ 4 ]             |
| 東吁王朝   | 東吁                           | 1551年1月11日—1552年3月12日  | 1年61天    | [ note 13 ]       |
| 東吁王朝   | 勃固                           | 1552年3月12日—1599年12月19日 | 47年282天  | [ 5 ]             |
| 東吁王朝   | 阿瓦                           | 1599年12月19日—1613年5月14日 | 14年84天   | [ note 14 ]       |
| 東吁王朝   | 勃固                           | 1613年5月14日—1635年1月25日  | 21年256天  | [ 6 ]             |
| 東吁王朝   | 阿瓦                           | 1635年1月25日—1752年3月23日  | 117年58天  | [ 7 ]             |
| 後勃固王朝 | 勃固                           | 1740年11月—1757年5月6日      | 16年6个月  | [ 8 ] [ 9 ]       |
| 贡榜王朝   | 瑞波                           | 1752年2月29日—1760年7月26日  | 8年148天   | [ 10 ] [ 11 ]     |
| 贡榜王朝   | 實皆                           | 1760年7月26日—1765年7月23日  | 4年362天   | [ 12 ]            |
| 贡榜王朝   | 阿瓦                           | 1765年7月23日—1783年5月13日  | 17年294天  | [ 13 ]            |
| 贡榜王朝   | 阿玛拉普拉                     | 1783年5月13日—1821年11月22日 | 38年193天  | [ 14 ]            |
| 贡榜王朝   | 阿瓦                           | 1821年11月22日—1842年2月10日 | 20年80天   | [ 15 ]            |
| 贡榜王朝   | 阿瑪拉普拉                     | 1842年2月10日—1859年5月23日  | 17年102天  | [ 16 ]            |
| 贡榜王朝   | 曼德勒                         | 1859年5月23日—1885年11月29日 | 26年190天  | [ 17 ]            |
| 英屬緬甸   | 毛淡棉（摩棉）和实兑（阿恰布） | 1826年2月24日—1852年12月20日 | 26年300天  | [ note 15 ]       |
| 英屬緬甸   | 毛淡棉 實兌 仰光（大光）       | 1852年12月20日—1862年1月31日 | 9年42天    | [ note 16 ]       |
| 英屬緬甸   | 仰光                           | 1862年1月31日—1942年3月7日   | 80年35天   | [ note 17 ]       |
| 英屬緬甸   | 仰光                           | 1945年5月3日—1948年1月4日    | 2年246天   |                   |
| 日佔緬甸   | 仰光                           | 1942年3月7日—1945年5月3日    | 3年57天    |                   |
| 缅甸       | 仰光                           | 1948年1月4日—2005年11月6日   | 57年306天  |                   |
| 缅甸       | 奈比多                         | 2005年11月6日—今日           | 19年134天  |                   |

## 注解
1. ↑  根據Zatadawbon Yazawin (Zata 1960: 41)，設防日期（緬曆211年比亞卓月上弦月第六日）被視為建城日期。Zata (Zata 1960: 53) 說蒲甘城（古稱Arimaddana）興建於公元190年（驃曆112年得固月上弦月第十五日，週日）而宮殿在390年（驃曆312年比亞卓月上弦月第一日，週四）遷到了Thiri Pyissaya（英语：Thiri Pyissaya）。琉璃宮史 (Hmannan Vol. 1 2003: 185–188)所給的蒲甘建城日期是公元107年。根據學者，蒲甘是興建於9世紀中期至後期，並且最早在10世紀末設防。(Aung-Thwin 2005: 185): 碳定年法顯示人類在蒲甘的最早定居時間只遠至大約650年。(Aung-Thwin 2005: 38): 蒲甘僅存城牆的碳定年法所得的日期不早於公元980年，當中更有可能追溯到大約1020年。這意味著Zata所宣稱的驃曆日期可能是緬曆日期。若果屬實，蒲甘是興建於751年3月16日（緬曆112年得固月上弦月第十五日）而宮殿在950年12月12日（緬曆312年比亞卓月上弦月第一日）遷到了Thiri Pyissaya。 
 (Than Tun 1959: 119–120): 根據銘文證據，國王覺蘇瓦於1297年12月17日（緬曆659年比亞卓月上弦月第十三日）被廢黜。中國文獻顯示該廢黜發生於1298年6至7月。
2. ↑  (Hmannan Vol. 1 2003: 369)表示米加耶統治者國王亞扎丁堅在位五年後去世。不過(Than Tun 1959: 123)引用了一篇銘文，說亞扎丁堅和底哈都兩兄弟在大哥阿丁克亞於1310年4月13日離世後依然在世。
3. ↑  (Hmannan Vol. 1 2003: 370)說是緬曆674年德保月上弦月第十五日，亦即是公元1313年2月10日週六。不過上弦月第十五日很大可能是寫錯，因為一般是用滿月，用上弦月第十五日是十分罕見的。該日期很可能是德保月上弦月第十二日，亦即是公元1313年2月7日週三。緬甸語數字“二”（緬甸語：၂）和“五”（緬甸語：၅）很相似，所以很容易被弄錯。
4. ↑  (Hmannan Vol. 1 2003: 375): 蘇雲在緬曆677年那雍月上弦月第十二日（1315年5月15日）於實皆開始他的統治。
5. ↑  阿瓦被東吁攻陷於1555年1月22日（緬曆916年德保月上弦月第二日週二）根據(Maha Yazawin Vol. 2 2006: 221)。阿瓦有兩個先前的王朝變化，這兩個變化都是由莫寧的人造成的。開國的德多明帕耶王朝（緬甸語：သတိုးဆက်）於1426年5月20日（緬曆788年那雍月上弦月第十四日）陷落於孟養德多的軍隊手上，根據(Maha Yazawin Vol. 2 2006: 62)。孟養王朝（緬甸語：မိုးညှင်းဆက်）反過來於1527年3月14日（緬曆888年得固月上弦月第十二日）陷落於由思倫帶領的撣族手上，根據(Maha Yazawin Vol. 2 2006: 113)。
6. ↑  (Pan Hla 2004: 25–26)說根據孟族記載，國王伐麗流於緬曆648年得固月下弦月第六日週四（1286年3月16日）宣佈獨立。但是緬曆648年很大可能是印刷錯誤。日期更可能是緬曆649年得固月下弦月第六日（1287年4月4日）因為孟族記載說伐麗流，出生於1253年3月20日，在34歲（第35年）掌權。此外，緬甸文獻確認緬曆649年德波端月滿月（1288年1月18日），按Pan Hla的猜測，是他加冕的日期。
7. ↑  (Phayre 1967: 66)說國王修齊因在緬曆685年德丁卒月（1323年8月31日至1323年9月28日）掌權後很快就遷都勃固了。(Pan Hla 2004: 39–41)只提到修齊因首先需要重奪勃固，但沒有提及遷都。根據Pan Hla，修齊因的繼承人於1330年在莫塔馬繼位。而關於遷都洞溫的時間，(Pan Hla 2005: 57–59)說是緬曆725年(1363/64年)。(Pan Hla 2005: 48)說國王頻耶宇在狩獵旅行四個月後在莫塔馬王宮遇到政變。因為這行程最有可能在 1363年9月22日（緬曆725年德丁卒月滿月）佛教大齋結束後開始，他遭逢叛變的最早日期會是大概1364年1月。若果他在雨季結束後，即是約1363年11月後，才開始旅程，他遭逢叛變的最早日期會是1364年3月。
8. ↑  編年史只表示緬曆900年（1538年3月30日至1539年3月29日）是勃固被東吁攻陷的日期。(Harvey 1925: 368) 亦即是公元1539年。(Harvey 1925)一般會在阿瓦王朝和東吁王朝早期的緬曆譯成西曆時增加639年，這是極度不準確的。(緬甸曆法跨越了西方的一年。在16世紀，緬甸一年中有超過75％的年份落在西方的一個年份，透過增加638年。這本書確實恢復了在後期增加638年。) 儘管如此，許多關於緬甸的歷史書都遵循(Harvey 1925)的日期。（Than Tun的書是例外。）西方歷史書提供的勃固陷落日期幾乎經常是1539年，儘管實際上編年史明確寫明勃固的陷落早於1538年-1539年的旱季（可能是大約1538年11月/ 12月），在勃固陷落之後發生了大量的戰鬥。
9. ↑  (Maha Yazawin Vol. 2 2006: 197): 斯彌修都（英语：Smim Sawhtut）在1550年4月30日德彬瑞蒂遇刺後的一個半月內奪取了勃固。根據瑞西貢大金塔鐘文（英语：Shwezigon Pagoda Bell Inscription） (Maha Yazawin Vol. 2 2006: 339)，勃印曩於1552年3月12日（緬曆913年得固月下弦月第三日週六）奪取了勃固。
10. ↑  Rakhine Razawin Thit (Sandamala Linkara Vol. 2 1999: 11)說彌修牟（英语：Min Saw Mon）於緬曆791年格絨月下弦月第一日週四，即1429年4月18日週一奪取隆耶（英语：Launggyet）。
11. ↑  謬烏的興建日期在不同資料都有所不同。《緬甸百科全書》(Myanma Swezon Kyan Vol. 9 1964: 425)所給的日期是週日，緬曆792年那多月上弦月第一日（1430年11月16日）。但是(Harvey 1925: 139)所給的是1433年，而(Sandamala Linkara Vol. 2 1999: 13)所給的是週日，緬曆792年多德嶺月上弦月第一日（1430年8月20日）。
12. ↑  (Hmannan Vol. 2 2003: 179): 明基紐在緬曆872年德桑蒙月滿月週二，即是1510年10月16日週三宣佈從阿瓦獨立。(Hmannan Vol. 2 2003: 196): 德彬瑞梯於緬曆901年（1539年3月30日至1540年3月29日）遷都勃固。
13. ↑  (Maha Yazawin 2006: 201): 勃印囊在1551年1月11日奪取了東吁（緬曆912年德波端月上弦月第五日，週日）。(Maha Yazawin Vol. 2 2006: 339): 他奪取了勃固，並於1552年3月12日遷都（緬曆913年得固月下弦月第三日，週六）。
14. ↑  (Hmannan Vol. 3 2003: 172–173): 緬甸編年史並沒有表明國王阿那畢隆正式遷都勃固。但是阿那畢隆為了準備戰爭而於1613年5月初到達勃固，並且於1613年5月14日在他的臨宮開始了第一次施政（緬曆975年格絨月下弦月第十日）。此後他沒有再回到阿瓦了。
15. ↑  毛淡棉是丹那沙林分區的首府，而實兌 / 阿恰布則是英屬印度阿拉干分區的首府。開始日期從簽署楊達坡條約當日開始計算。阿拉干、丹那沙林和勃固於1862年1月31日統合為英屬印度下的英屬緬甸。
16. ↑  仰光於第二次英緬戰爭後成為緬甸分區的首府。
17. ↑  仰光於1862年1月31日成為英屬印度緬甸省的首府。